# Sweet Dreams (singel Beyoncé)
Sweet Dreams – piosenka amerykańskiej wokalistki rhythm and bluesowej Beyoncé Knowles, pochodząca z jej trzeciego albumu studyjnego, I Am... Sasha Fierce. 2 czerwca 2009 roku wydana została jako szósty singel promujący płytę.
Singel odniósł duży sukces komercyjny plasując się na szczycie listy w Nowej Zelandii, a także w czołówkach notowań m.in. w: Wielkiej Brytanii, Australii, Niemczech, Rosji, Hiszpanii oraz Stanach Zjednoczonych.

## Tło
Piosenka wyciekła do Internetu pod roboczym tytułem „Beautiful Nightmare” w marcu 2008 roku, na kilka miesięcy przed premierą I Am... Sasha Fierce.
„Broken-Hearted Girl” miał zostać wydany jako singel równocześnie z „Ego”, jednak w ostatniej chwili wytwórnia zmieniła zdanie i zdecydowała o zastąpieniu go „Sweet Dreams”. Tym samym jednocześnie ukazały się dwa utwory z dysku Sasha Fierce, co stanowiło wyjątek w dotychczasowym postępowaniu; wcześniej premierę miały na zmianę piosenki z I Am... oraz Sasha Fierce.

## Promocja
Knowles miała w planach wykonanie „Sweet Dreams” na gali MTV Video Music Awards 2009 13 września 2009 roku, jednak z nieznanych powodów zaśpiewała piosenkę „Single Ladies (Put a Ring on It)”, poprzedzając ją zaledwie jednym wersem „Sweet Dreams”.
Podczas pierwszego koncertu w ramach trasy I Am... Tour wokalistka poprzedziła „Sweet Dreams” fragmentami utworu „Sweet Dreams (Are Made of This)”, jednak już następnego dnia wersja ta została usunięta z setlisty. Zbliżone wykonanie miało później miejsce wyłącznie podczas występów w Las Vegas.
Beyoncé zaśpiewała „Sweet Dreams” podczas MTV Europe Music Awards 2009.
W ramach koncertu w Londynie wokalistka po raz pierwszy zaśpiewała pełną wersję utworu. Do tego czasu były to albo fragmenty, albo wersje akustyczne.
Piosenka wykorzystana została w reklamie produktów koncernu Crystal Geyser, którego twarzą jest Knowles.
W styczniu 2010 roku MTV we współpracy z Beyoncé ogłosiła konkurs na najlepszy cover „Sweet Dreams”. Zwycięzca, wyłoniony przez zespół produkcyjny wokalistki, spędził 3 dni w hotelu Wynn Las Vegas, gdzie Beyoncé nakręciła swoje DVD, I Am... Yours: An Intimate Performance at Wynn Las Vegas.

## Przyjęcie
„Sweet Dreams” spotkał się z pozytywnymi opiniami krytyków, którzy chwalili m.in. electropopowe dźwięki. The Times napisał: „'Sweet Dreams’, ze swoim głębokim basem i niepokojącym tekstem, wywołuje dreszcze.” MTV nazwała piosenkę „świetną”, chwaląc zakończenie, które „przez pół sekundy brzmiało jak „Beat It” Michaela Jacksona', a także refren. W podsumowaniu stacja uznała, że „to kolejny niewątpliwy przebój... dawka czegoś niepokojącego, nieco szalonego, zupełnie przeciwnego temu, co robią wszyscy pozostali artyści (przykro nam, GaGa).” Witryna Dotmusic stwierdziła, że jedynie klubowy „Sweet Dreams” może dorównać energią i światłością „Single Ladies”. Bill Lamb z About.com napisał: „'Sweet Dreams’ silnie wkracza na terytorium electropopu. Tekst oraz wokal Beyoncé czynią z tej ścieżki kolejny sukces. (...) Beyoncé utrzymała zdolność do osiągania ekscytującego poziomu w piosenkach, wznosząc samą siebie na wyższy poziom od czasu jej pierwszego hitu, 'Crazy in Love'.” Mimo pochwały singla, Lamb stwierdził również, że „utworowi brakuje elementów czystej magii”. Portal Pitchfork Media uznał, że „Sweet Dreams” utrzymany jest w stylu Rihanny. Podobieństwo do niej zauważył również Digital Spy: „Najlepszy [na dysku Sasha Fierce], mroczny, electropopowy utwór zatytułowany ‘Sweet Dreams’ brzmi jak kuzyn 'Disturbia' Rihanny.”

## Sukces komercyjny
Singel zadebiutował na 97. pozycji Billboard Hot 100, ostatecznie docierając na 10. miejsce listy. Poza tym uplasował się na szczycie Hot Dance Club Singles, a także pokrył platyną w Stanach Zjednoczonych za sprzedaż powyżej miliona kopii. I Am... Sasha Fierce stał się pierwszym albumem XXI wieku, z którego co najmniej siedem singli zajęło miejsca w zestawieniu Hot R&B/Hip-Hop Songs.
W Wielkiej Brytanii „Sweet Dreams” zadebiutował na 52. miejscu, docierając na 5. pozycję, na której pozostawał przez trzy tygodnie. W Australii singel awansował z 9. pozycji na 2. i stał się czwartym utworem z płyty, który zajął miejsce w czołowej piątce listy. Piosenka pozostawała w czołowej dziesiątce przez 9 tygodni. W Nowej Zelandii „Sweet Dreams” dotarł po czterech tygodniach na szczyt notowania i utrzymywał się na nim przez trzy tygodnie. Po sześciu miesiącach od premiery singel zadebiutował na 44. miejscu French Singles Chart, awansując później na 30. pozycję.

## Wideoklip
Teledysk do „Sweet Dreams” nie został wydany na Above and Beyoncé – Video Collection & Dance Mixes, gdyż prace nad nim nie zostały ukończone w odpowiednim terminie. Jednakże w materiale dodatkowym znalazło się wideo zza kulis kręcenia „Sweet Dreams”.
Premiera wideoklipu nastąpiła 9 lipca 2009 roku w MTV. Jego reżyserem była Adria Petty, zaś sam teledysk zarejestrowany został w nowojorskim Brooklynie. „Sweet Dreams” miał w założeniu „przenieść Sashę na kolejny poziom”, a także miał być bardziej „graficzny” od pozostałych, jak powiedziała Knowles w materiale z Above and Beyoncé – Video Collection & Dance Mixes. Niektóre fragmenty inspirowane były klipem, w którym brytyjski projektant Gareth Pugh prezentował swój pokaz kolekcji na jesień/zimę 2009.
Wideoklip rozpoczyna się widokiem Knowles niespokojnie leżącej w łóżku; nie chce się ona obudzić, mimo że prawdopodobnie śnią jej się koszmary. Po chwili wokalistka zaczyna unosić się nad łóżkiem i przenosi się w krainę snów. Początkowo znajduje się na pustyni ubrana w czarny strój projektu Roberto Cavalliego, a towarzyszą jej dwie tancerki, Saidah Fishenden oraz Ashley Everett. W następnym ujęciu opisuje ją okrąg oraz kwadrat, inspirowane Człowiekiem witruwiańskim Leonarda da Vinci. Kolejne sceny ukazują Beyoncé tańczącą m.in. w srebrnej minisukience oraz dopasowanym kostiumie w tym samym kolorze. W jednym z fragmentów Knowles pojawia się w złotym stroju à la robot, zaprojektowanym specjalnie dla niej przez Thierry’ego Muglera. Jednocześnie wokalistka ma na sobie diamentową biżuterię, wycenioną na 36.000 dolarów, autorstwa Jules’a Kima. Wideoklip kończy się po tym, jak Knowles wypowiada słowa „Turn the lights out”.

### Przyjęcie
Bill Lamb z About.com pochwalił widoklip: „Obejrzenie teledysku jest niezbędne do odczucia pełnego wrażenia wywoływanego przez ‘Sweet Dreams’. W przeciągu trzech minut, kiedy [Beyoncé] pojawia się w złotym metalowym stroju, jasne jest, że oglądamy kolejny klasyk Beyoncé. Jest teraz na szczycie swojej formy artystycznej i chwyta szanse, które często wykorzystują tylko najgłodniejsi artyści.” MTV opisał go jako „Świetny, zaskakujący, zmienny wideoklip... Więc, po raz kolejny, mamy tu Beyoncé kręcącą swoją miednicą we wcześniej niewyobrażalny sposób. Mamy tu Beyoncé puszącą się ze swoimi dwiema sobowtórkami. I mamy tu Beyoncé ubraną w około milion błyszczących, asymetrycznych kostiumów. Rozwija ona swój rosnący fetysz robotami (który według mnie symbolizuje jej alter ego, Sashę Fierce), błyszczy szalonymi oczami i kręci ciałem w niepokojący sposób. Wszystko to sprawia, że ‘Sweet Dreams’ jest taki sam jak każdy niezwykle szalony teledysk Beyoncé z ostatnich trzech lat, co – aby rozbudować myśl – oznacza, że jest po prostu świetny.

## Pozycje na listach
| Lista (2009)                         | Najwyższa pozycja |
| ------------------------------------ | ----------------- |
| Australian Singles Chart             | 2                 |
| Australian Urban Chart               | 1                 |
| Austrian Singles Chart               | 17                |
| Belgian Singles Chart (Flandria)     | 24                |
| Belgian Tip Chart (Walonia)          | 4                 |
| Bulgarian Airplay Chart              | 5                 |
| Canadian Hot 100                     | 17                |
| Czech Airplay Chart                  | 5                 |
| Danish Singles Chart                 | 16                |
| Dutch Top 40                         | 26                |
| Eurochart Hot 100 Singles            | 7                 |
| French Digital Singles Chart         | 30                |
| German Singles Chart                 | 8                 |
| Greek Singles Chart                  | 4                 |
| Single Top 40 slágerlista            | 4                 |
| Irish Singles Chart                  | 4                 |
| Italian Singles Chart                | 19                |
| Japan Hot 100                        | 30                |
| New Zealand Singles Chart            | 1                 |
| Norway Singles Chart                 | 6                 |
| Romanian Top 100                     | 9                 |
| Russian Airplay Chart                | 5                 |
| Slovak Airplay Chart                 | 5                 |
| Spanish Singles Chart                | 9                 |
| Swedish Singles Chart                | 14                |
| Swiss Singles Chart                  | 16                |
| UK Singles Chart                     | 5                 |
| U.S. Billboard Hot 100               | 10                |
| U.S. Billboard Hot Dance Club Songs  | 1                 |
| U.S. Billboard Hot R&B/Hip-Hop Songs | 48                |
| U.S. Billboard Pop 100               | 5                 |

### Listy podsumowujące cały rok
| Lista (2009)                             | Pozycja |
| ---------------------------------------- | ------- |
| Australian Singles Chart                 | 23      |
| Canadian Hot 100                         | 82      |
| Eurochart Hot 100 Singles                | 86      |
| German Singles Chart                     | 40      |
| New Zealand Singles Chart                | 9       |
| Billboard Hot 100 Singles 2009           | 66      |
| Billboard Hot Dance Club Play Songs 2009 | 11      |
| Billboard Hot 100 Airplay 2009           | 53      |
| UK Singles Chart                         | 31      |

### Certyfikaty
| Kraj              | Certyfikat | Sprzedaż   |
| ----------------- | ---------- | ---------- |
| Australia         | Platyna    | 70.000+    |
| Nowa Zelandia     | Platyna    | 15.000+    |
| Stany Zjednoczone | Platyna    | 1.000.000+ |

## Daty wydania
| Kraj              | Data             | Format               |
| ----------------- | ---------------- | -------------------- |
| Stany Zjednoczone | 2 czerwca 2009   | radio                |
| Niemcy            | 13 lipca 2009    | CD                   |
| Niemcy            | 17 lipca 2009    | digital download     |
| Francja           | 17 lipca 2009    | digital download     |
| Australia         | 24 lipca 2009    | CD                   |
| Wielka Brytania   | 10 sierpnia 2009 | CD, digital download |